# Bours (Pireneje Wysokie)
Bours – miejscowość i gmina we Francji, w regionie Oksytania, w departamencie Pireneje Wysokie.
Według danych na rok 1990 gminę zamieszkiwały 602 osoby, a gęstość zaludnienia wynosiła 129 osób/km² (wśród 3020 gmin regionu Midi-Pireneje Bours plasuje się na 519. miejscu pod względem liczby ludności, natomiast pod względem powierzchni na miejscu 1515.).